# Valerie Viehoff
Valerie Viehoff, född den 16 februari 1976 i Bonn i Tyskland, är en tysk roddare.
Hon tog OS-silver i lättvikts-dubbelsculler i samband med de olympiska roddtävlingarna 2000 i Sydney.